# Maria Heiskanen
Maria Heiskanen (Kuopio, 21 de agosto de 1970) é uma atriz finlandesa. O seu primeiro papel como atriz foi no filme sueco Il Capitano: A Swedish Requiem, de 1991, dirigido por Jan Troell. Em 2008, estrelou o papel principal de Momentos Eternos de Maria Larssons, pelo qual ganhou o Prêmio Guldbagge de Melhor Atriz.

## Filmografia parcial
- Il Capitano: A Swedish Requiem (1991)[3]
- 10:10 (2000)
- Moa & Malte (2000)
- As White as in Snow (2001)
- Hus i helvete (2002)
- Lights in the dusk (2006)
- A Man's Job (2007)
- Heaven (2007)
- Everlasting Moments (2008)
- The Last Sentence (2012)
- All That Matters Is Past (2012)
- Ravens (2017)
- Fallen Leaves (2023)